# Arabisch Bevrijdingsleger
Het Arabische Bevrijdingsleger (Arabisch:جيش الإنقاذ, Jaysh al-Inqadh al-Arabi; Engels: Arab Liberation Army, ALA) was een Arabische militie tijdens de Arabisch-Israëlische Oorlog van 1948. Het Arabische Bevrijdingsleger was opgericht door de Arabische Liga en stond onder bevel van Fawzi al-Qawuqji, een Libanees strijder, die tijdens de Arabisch-Palestijnse opstand van 1936-1939 al tegen de Britten had gestreden en tijdens de Tweede Wereldoorlog officier was in de Duitse Wehrmacht.
In november 1947 werd het Arabische Bevrijdingsleger opgericht in Qatana nabij de Syrische hoofdstad Damascus. Vanaf december 1947 drongen eenheden van de ALA binnen in Palestina. In maart 1948 trok al-Qawuqji met een konvooi van 25 vrachtwagens en honderden Arabische en Joegoslavische manschappen, niet gehinderd door de Britse militairen, over de Allenbybrug Palestina binnen. De ALA had de opdracht gekregen om de Arabische bevolking te beschermen tot een interventie door reguliere troepen van lidstaten van de Arabische Liga na het einde van het Britse mandaat over Palestina. 
Het Arabische Bevrijdingsleger was door de Arabische Liga opgericht als tegenkracht tegenover het Leger van de Heilige Strijd van Abd al-Qader al-Hoesseini, dat onder invloed stond van Amin al-Hoesseini.
De grootste omvang bereikte het Arabische Bevrijdingsleger in de zomer van 1948, toen het rond de 4000 man omvatte. De meerderheid van de manschappen kwam uit Syrië. Daarnaast waren er Libanezen, Palestijnen, Irakezen en Joegoslaven.
Eind oktober 1948 werd het Arabische Bevrijdingsleger door het Israëlische leger verslagen.